# Peregrinación a Candelaria
La peregrinación a Candelaria (llamada popularmente Caminata a Candelaria) es una marcha de carácter religioso que se realiza cada año en la noche del 14 al 15 de agosto en Tenerife (Canarias, España) hacia el municipio de Candelaria, lugar donde se encuentra la imagen de la Patrona de Canarias, la Virgen de Candelaria. Es uno de los acontecimientos que goza de mayor popularidad en las Islas Canarias.

## Historia
Las fiestas de la Virgen de Candelaria que se celebran el 2 de febrero son una continuación de la realizada por los conquistadores en 1497 y la del 15 de agosto data del siglo XVIII y se costeaba con las limosnas del pueblo, donde se recuerda la aparición de la Virgen a los guanches.
Según Fray Alonso de Espinosa (1594), la actual denominada Cueva de San Blas era lugar de peregrinación de los guanches de Tenerife para adorar a Chaxiraxi (nombre que los guanches dieron a la Virgen). Esta peregrinación se solía realizar durante la luna de agosto o Beñesmen. El Beñesmen en el calendario guanche era una fiesta agrícola donde la recogida de los productos de la tierra se dedicaba a Chaxiraxi. Los guanches ofrendaban gofio, carne de cabra, leche, cereales, etc. Por todo esto, la Peregrinación a Candelaria es un claro vestigio del Beñesmen guanche, que tiene varios siglos de antigüedad y que fue realizada incluso por los menceyes (reyes aborígenes).
La Peregrinación a Candelaria fue el precedente de una tradición muy arraigada en todas las Islas Canarias, la de visitar caminando a pie a la patrona insular de cada una de las islas. En este respecto cabe destacar; la Peregrinación a la Virgen del Pino de Teror en Gran Canaria, y las de la Virgen de la Peña en Fuerteventura y la de la Virgen de los Dolores en Lanzarote, entre otras.
También en otros lugares de España se realizan peregrinaciones similares, tal es el caso de la Marcha des Güell a Lluc a peu celebrada en Mallorca (al igual que en Candelaria en el mes de agosto) en honor a la patrona de esta isla balear, la Virgen de Lluc.

## Características
Los peregrinos en general suelen salir de sus localidades o pueblos o bien desde la capital, Santa Cruz de Tenerife o de La Laguna. Muchas personas del norte de la isla también se dan cita en esta tradición, pero estos, por lo general, suelen salir tres días antes, para poder llegar a la Villa Mariana de Candelaria el 15 de agosto, el día principal de la fiesta. Comúnmente, pernoctan en acampadas.
Por lo general la mayor parte del camino de los peregrinos que vienen de la Zona Metropolitana es la Carretera General del Sur (TF-28), que se encuentra sobre la autopista Tenerife Sur. Además paralelo a la autopista se encuentra el llamado "Camino del Peregrino" una vía que discurre por los municipios de Candelaria, El Rosario y Santa Cruz de Tenerife. Esta vía también permanece abierta durante todo el año.
Recientemente se lleva a cabo la "organización de la ruta de peregrinación a Candelaria por el antiguo Camino Real o "Camino Viejo", el cual comunicaba La Laguna con la Villa Mariana, esta ruta tiene la categoría de Bien de Interés Cultural (BIC) con categoría de Sitio Histórico. Los municipios de El Sauzal, Tacoronte, Tegueste, La Laguna, El Rosario, La Victoria y La Matanza, se sumaron a esta iniciativa en el año 2008.
Los peregrinos que llegan desde otras islas o de la península ibérica, suelen llegar en barco o en avión a la isla, y por lo general suelen salir desde Santa Cruz de Tenerife, la capital. Para las fiestas del 2 de febrero de la Virgen, grupos reducidos también hacen la peregrinación a pie, aunque por cuestiones meteorológicas debido a las fechas invernales, esta no goza de tanta popularidad como en agosto.

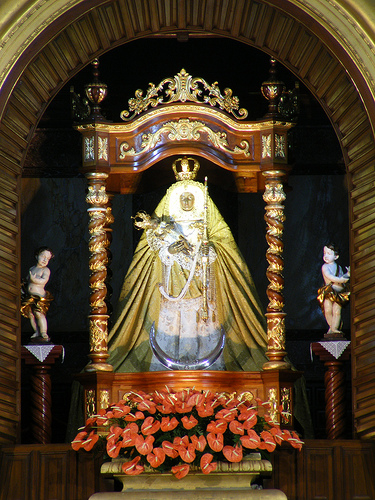
Imagen de la Virgen de Candelaria (Patrona de las Islas Canarias).

## Rutas
Hay varias rutas según la población y el municipio de los peregrinos, las más importantes son:
- Santa Cruz de Tenerife - Candelaria: El recorrido es de 20 kilómetros.
- San Cristóbal de La Laguna - Candelaria: El recorrido es de 20 kilómetros.
- La Victoria - Candelaria: El recorrido es de 30 kilómetros.
- La Matanza - Candelaria: El recorrido es de 30 kilómetros.
- El Sauzal - Candelaria: El recorrido es de 25 kilómetros.
- Tegueste - Candelaria: El recorrido es de 25 kilómetros.
- Tacoronte - Candelaria: El recorrido es de 22 kilómetros.
- El Rosario - Candelaria: El recorrido es de 15 kilómetros.